# Villas de San Marcos
Villas de San Marcos är en ort i Mexiko.   Den ligger i kommunen Zempoala och delstaten Hidalgo, i den sydöstra delen av landet, 80 km nordost om huvudstaden Mexico City. Villas de San Marcos ligger 2 345 meter över havet och antalet invånare är 813.
Terrängen runt Villas de San Marcos är platt åt sydost, men åt nordväst är den kuperad. Runt Villas de San Marcos är det ganska tätbefolkat, med 90 invånare per kvadratkilometer. Närmaste större samhälle är Pachuca de Soto, 11,3 km nordost om Villas de San Marcos. Trakten runt Villas de San Marcos består till största delen av jordbruksmark.